# Kumiko Nakane
Kumiko Nakane (中根 久美子 Nakane Kumiko?,  Fukushima, Prefectura de Fukushima, 18 de agosto) es una actriz de voz japonesa, afiliada a Pro-Fit.

## Filmografía
Los roles de importancia están escritos en negritas.

### Anime
2008
- Noramimi (Esposa de Gacchan - ep 9)

2010
- B Gata H Kei (Ichihara, madre de Kosuda)

2011
- Maken-ki! (Alumna - ep 1)

2012
- Jinrui wa Suitai Shimashita (Srta. Patches, profesora - ep 11)
- Inu × Boku SS (Mujer A - ep 1, profesora - ep 6, mujer comprando - ep 8, Maid principal - ep 11)
- Muv-Luv Alternative: Total Eclipse (Soldado mujer - ep 20)
- Sakamichi no Apollon (Amiga de la tía de Kaoru - ep 4)
- Suki-tte ii na yo (Profesora - ep 11)
- To Love-Ru Darkness (Alumna - ep 5)

2013
- Galilei Donna (Madre de Roberto - ep 6)
- Dansai Bunri no Crime Edge (Invitada - ep 8)
- Senki Zesshō Symphogear G (Maestra principal - ep 3)
- Walkure Romanze (Tutora)

2014
- Hamatora (Maid principal - ep 1, reportera - ep 12)
- Strike the Blood (Operadora - ep 15)

### Especiales
2016
- Omoi no Kakera (Entrenadora)

### CD dramas
2017
- Ao no Exorcist: Money, money, money (Obachan)

### Videojuegos
2013
- The Witch and The Hundred Knight (Valentine)